# Toshihiro Yahata
Toshihiro Yahata (矢畑 智裕 Yahata Toshihiro?, nacido el 29 de mayo de 1980 en Ibaraki) es un exfutbolista japonés. Jugaba de defensa y su último club fue el Matsumoto Yamaga FC de Japón.

## Trayectoria

### Clubes
| Club                | País  | Año         |
| ------------------- | ----- | ----------- |
| Kashima Antlers     | Japón | 1999        |
| Vegalta Sendai      | Japón | 2000 - 2003 |
| Mito HollyHock      | Japón | 2004        |
| Matsumoto Yamaga FC | Japón | 2005 - 2008 |